# Trial de Sant Llorenç 1994
L'edició de 1994 del Trial de Sant Llorenç fou la 28a d'aquesta prova, organitzada pel Motor Club Terrassa. El trial era la vuitena prova del Campionat del Món d'aquell any i tingué lloc el 10 de juliol a Tossa de Mar, la Selva. Hi participaren vora 50 pilots, els quals hagueren de superar 12 zones repartides al llarg d'un recorregut que calia completar 3 vegades.
Disputat en un dia de forta calor, el trial sorprengué molts participants per la seva gran bellesa, ja que alternava mar i muntanya. Fins i tot es marcà alguna zona a la línia de costa, sota la muralla del castell de Tossa.

## Classificació
| Posició | Pilot         | Motocicleta | Punts |
| ------- | ------------- | ----------- | ----- |
| 1       | Jordi Tarrés  | Gas Gas     | 28    |
| 2       | Tommi Ahvala  | Fantic      | 31    |
| 3       | Marc Colomer  | Beta        | 38    |
| 4       | Joan Pons     | Gas Gas     | 49    |
| 5       | Amós Bilbao   | Montesa     | 55    |
| 6       | Ángel García  | Gas Gas     | 55    |
| 7       | Takumi Narita | Beta        | 56    |
| 8       | Bruno Camozzi | Scorpa      | 58    |
| 9       | Steve Colley  | Beta        | 59    |
| 10      | Diego Bosis   | Beta        | 65    |